# Cal·lip (poeta)
Cal·lip (en llatí Callipus, en grec antic Κάλλιππος) fou un poeta còmic grec, al que només menciona Ateneu de Nàucratis, i el fa autor d'una comèdia de nom Παννυχίς (Pannychis). La seva època és desconeguda.
S'ha proposat per alguns autors moderns, que en comptes de Cal·lip es llegís Hiparc, ja que aquest autor té una obra anomenada Παννυχίς, però sense masses arguments convincents.